# Ульянов, Василий Петрович
Василий Петрович Ульянов (2 (15) января 1910 — 15 января 1979) — советский художник-гримёр. Заслуженный работник культуры РСФСР.

## Биография
В. П. Ульянов — один из крупнейших мастеров грима советского кино — свою творческую деятельность начал как театральный гримёр.
В 1939 году его принимают в качестве художника-гримёра в штат киностудии «Ленфильм». Затем был вынужденный перерыв (с 1942 года и по 1946 год), в связи с эвакуацией киностудии в Алма-Ату. Но уже в 1946 году В. П. Ульянов приглашён художником-гримёром в съёмочную группу такого известного фильма, как «Золушка», где его талант в немалой степени поспособствовал успеху картины.
Также им были созданы портретные гримы в таких фильмах об известных деятелях русской культуры, как Академик Иван Павлов, Мусоргский, Римский-Корсаков.

## Фильмография
1. 1939 — Станица Дальняя   (Режиссёр-постановщик: Евгений Червяков)
2. 1947 — Золушка  (Режиссёр-постановщик: Надежда Кошеверова)
3. 1948 — Драгоценные зёрна  (Режиссёры-постановщики: Александр Зархи, Иосиф Хейфиц)
4. 1949 — Академик Иван Павлов  (Режиссёр-постановщик: Григорий Рошаль)
5. 1950 — Мусоргский  (Режиссёр-постановщик: Григорий Рошаль)
6. 1952 — Римский-Корсаков  (Режиссёры-постановщики: Григорий Рошаль, Геннадий Казанский)
7. 1953 — Мастера русского балета  (фильм-балет) (Режиссёр-постановщик: Герберт Раппапорт)
8. 1955 — Овод  (Режиссёр-постановщик: Александр Файнциммер)
9. 1955 — Таланты и поклонники  (Режиссёры-постановщики: Андрей Апсолон, Борис Дмоховский)
10. 1957 — Дон Кихот  (Режиссёр-постановщик: Григорий Козинцев)
11. 1958 — Дорогой мой человек  (Режиссёр-постановщик: Иосиф Хейфиц)
12. 1958 — Его время придёт  (Режиссёр-постановщик: Мажит Бегалин)
13. 1958 — Отцы и дети  (Режиссёр-постановщик: Адольф Бергункер)
14. 1960 — Дама с собачкой  (Режиссёр-постановщик: Иосиф Хейфиц)
15. 1960 — Мост перейти нельзя  (Режиссёры-постановщики: Теодор Вульфович, Никита Курихин)
16. 1961 — Горизонт  (Режиссёр-постановщик: Иосиф Хейфиц)
17. 1961 — Как верёвочка ни вьётся…  (Режиссёры-постановщики: Герберт Раппапорт, Леонид Быков)
18. 1962 — Чёрная чайка  (Режиссёр-постановщик: Григорий Колтунов)
19. 1963 — День счастья  (Режиссёр-постановщик: Иосиф Хейфиц)
20. 1963 — Каин XVIII  (Режиссёр-постановщик: Надежда Кошеверова)
21. 1964 — Возвращённая музыка  (Режиссёр-постановщик: Виталий Аксёнов)
22. 1965 — Первая Бастилия  (Режиссёр-постановщик: Михаил Ершов)
23. 1965 — Третья молодость  (СССР/Франция) (Режиссёр-постановщик: Жан Древиль)
24. 1966 — В городе С.  (Режиссёр-постановщик: Иосиф Хейфиц)
25. 1968 — Всего одна жизнь  (Режиссёр-постановщик: Сергей Микаэлян)
26. 1969 — Развязка  (совместно с Г. Грушиной) (Режиссёр-постановщик: Николай Розанцев)
27. 1970 — Барышня и хулиган  (фильм-балет) (Режиссёр-постановщик: Аполлинарий Дудко)
28. 1970 — Любовь Яровая  (Режиссёр-постановщик: Владимир Фетин)
29. 1971 — Чёрные сухари  (СССР/ГДР) (Режиссёр-постановщик: Герберт Раппапорт)
30. 1972 — Круг  (Режиссёр-постановщик: Герберт Раппапорт)
31. 1973 — Опознание  (Режиссёр-постановщик: Леонид Менакер)
32. 1974 — Сержант милиции  (Режиссёр-постановщик: Герберт Раппапорт)
33. 1975 — Рассказ о простой вещи  (Режиссёр-постановщик: Леонид Менакер)
34. 1976 — Сладкая женщина  (совместно с Т. Павловой) (Режиссёр-постановщик: Владимир Фетин)
35. 1977 — Вторая попытка Виктора Крохина  (Режиссёр-постановщик: Игорь Шешуков)
36. 1978 — Соль земли  (ТВ) (совместно с А. Грибовым, О. Смирновой, А. Корниловой, Тамарой Фрид) (Режиссёр-постановщик: Искандер Хамраев)